# Guinelaye
Guinelaye est un canton du Cameroun située dans le département du Diamaré et la Région de l'Extrême-Nord.  

## Localisation
Guinelaye est une localité de la Région de l'Extrême-Nord du Cameroun et du département du Diamaré. Guinelaye appartient à l'arrondissement de Bogo. Guinelaye comprend le village de Guinelaye-Garre. Le village se situe à une latitude nord de 10° 47' et une longitude est de 14° 41'. Il se situe sur la route provinciale P3 entre Maroua et Gogom.

## Démographie
On distingue le canton Guinelaye, qui comptait 12 516 habitants (6 339 hommes et 6 177 femmes) lors du recensement du Bureau Central des études de la population de 2005, et Guinelaye (Garre), un village du canton de Guinelaye, dont la population était de 2 233 personnes (1 098 hommes et 1 135 femmes) lors de ce même recensement.

## Climat
Le climat de la région est désertique, selon la classification de Koppen-Geiger. Il se caractérise par une extrême sécheresse qui contraint le développement de la vie animale et végétale et représente un réel obstacle à la sécurité alimentaire de la population locale, dont les ressources sont limitées.